# Villmergerkriege

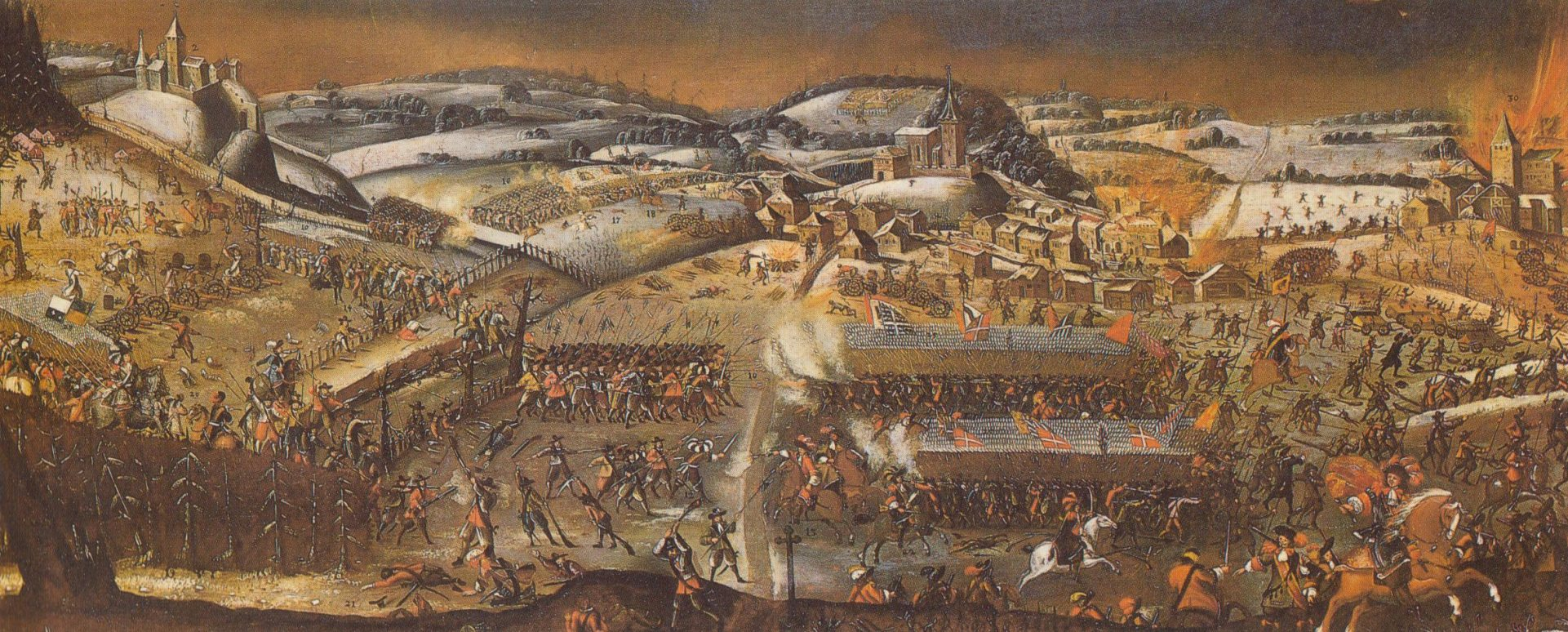
Erste Schlacht von Villmergen

Als Villmergerkriege werden zwei Kriege zwischen reformierten und katholischen Orten der Eidgenossenschaft bezeichnet, die beide in Schlachten bei Villmergen entschieden wurden. Der Erste Villmergerkrieg fand 1656 statt, der Zweite Villmergerkrieg 1712.

## Vorgeschichte
Seit der Reformation bestand in der Schweiz ein Graben zwischen den reformierten, eher zentralistischen und progressiven Stadt-Orten und den katholischen, eher partikularistischen und konservativen Land-Orten. Nachdem die katholischen Orte aus dem Zweiten Kappelerkrieg als Sieger hervorgegangen waren, konnten sie im Zweiten Kappeler Landfrieden neben Territorialgewinnen auch eine politische Vormachtstellung innerhalb der Eidgenossenschaft erwirken.

## Erster Villmergerkrieg
Zum Ersten Villmergerkrieg kam es, nachdem der Versuch einer Bundesreform (Bundesprojekt von 1655) am Widerstand der katholischen Orte gescheitert war. Zürich drängte daraufhin seine Verbündeten zum Krieg gegen die Katholiken. Es nutzte einen Streit mit den Schwyzern um die Vertreibung und Hinrichtung einiger Neugläubiger aus Arth, um eine Entscheidung zu erzwingen. Zürcher Truppen zogen vor Rapperswil, das sie jedoch erfolglos belagerten. Am 24. Januar 1656 schlugen katholische Truppen die Berner in der Ersten Schlacht von Villmergen entscheidend.
Der Dritte Landfrieden vom 7. März 1656 stellte die alten Zustände wieder her, wie sie durch den Zweiten Kappeler Landfrieden von 1531 geschaffen worden waren. Damit war die politische Hegemonie der Katholiken in der Eidgenossenschaft gesichert.

## Zweiter Villmergerkrieg

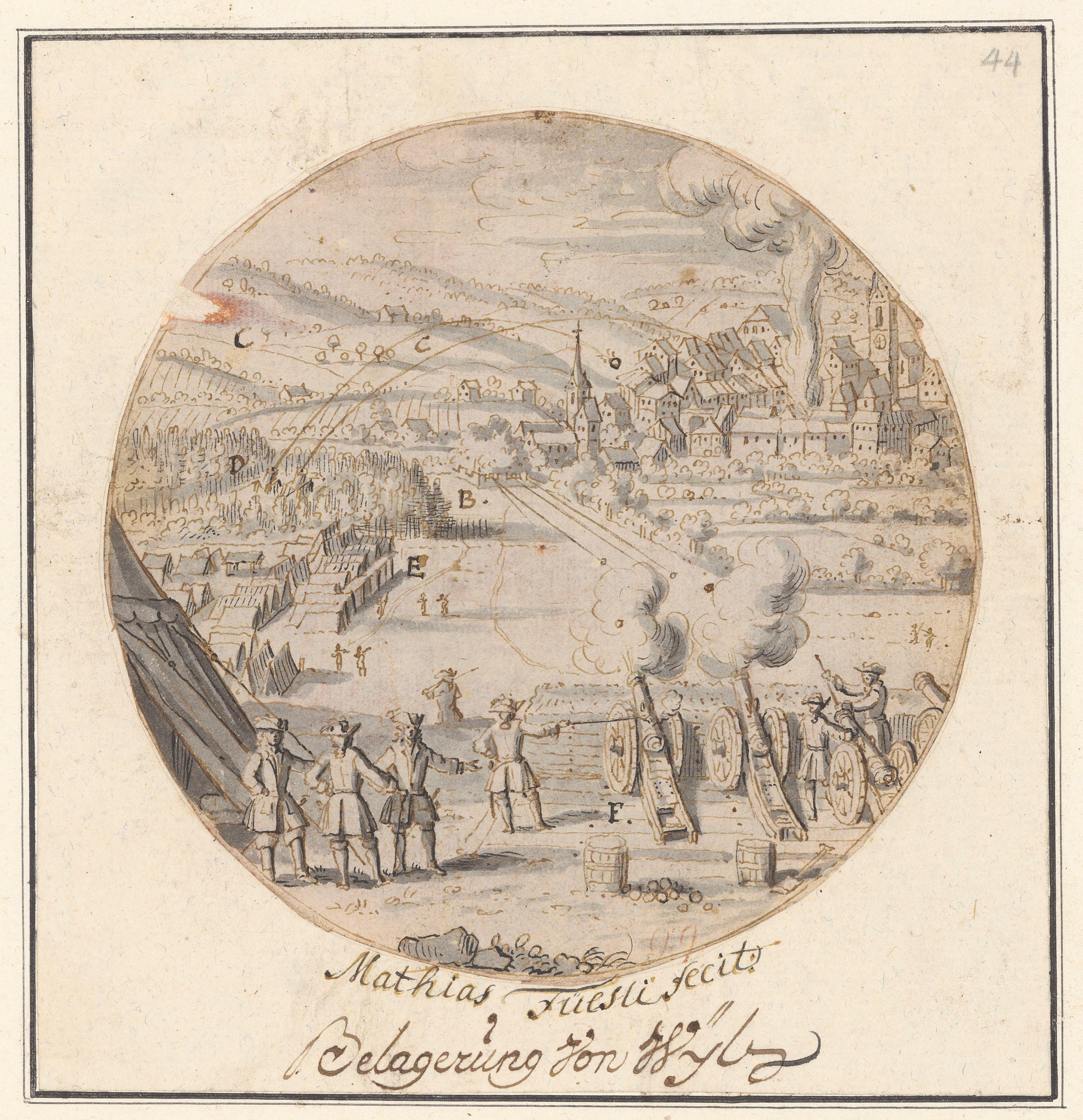
Belagerung von Wil zwischen dem 12. April und dem 11. August 1712 – Darstellung von Johann Melchior Füssli

1712 nutzten Bern und Zürich einen Streit zwischen der Fürstabtei St. Gallen und deren überkonfessionell organisierten Untertanen im Toggenburg sowie die günstige aussenpolitische Situation dieser Zeit – Frankreich und Habsburg waren durch den Spanischen Erbfolgekrieg militärisch geschwächt –, um die katholischen Orte erneut anzugreifen. Im sogenannten Toggenburgerkrieg oder Zweiten Villmergerkrieg, der durch die Zweite Schlacht von Villmergen am 25. Juli 1712 entschieden wurde, siegten Bern und Zürich dank guter Vorbereitung und moderner Kriegstechnik. Es folgte der Vierte Landfrieden, der die Vormachtstellung der katholischen Orte beendete.